# Podocerus cuspiclunis
Podocerus cuspiclunis is een vlokreeftensoort uit de familie van de Podoceridae. De wetenschappelijke naam van de soort is voor het eerst geldig gepubliceerd in 2008 door Horton.